# Krzysztof Grzymułtowski
Krzysztof Grzymułtowski herbu Nieczuja (ur. ok. 1620 w Wielkopolsce, zm. w maju 1687) – marszałek sejmu nadzwyczajnego w Warszawie w 1654 roku, marszałek Trybunału Głównego Koronnego w 1672 roku, wojewoda poznański w latach 1677–1687, kasztelan poznański w latach 1656–1677, podkomorzy kaliski w latach 1650–1656, dyplomata w służbie królewskiej, pisarz polityczny i mówca, pułkownik królewski, starosta ujsko-pilski w 1668 roku, wielki poseł w Moskwie w 1686 roku.

## Życiorys
Syn Stanisława, starosty średzkiego i Katarzyny z Leszczyńskich, córki Wacława. Uczęszczał do Akademii Lubrańskiego w Poznaniu, a w roku 1635 podjął studia w kolegium jezuickim we francuskim Dole. Poseł na sejm 1641, 1645 roku. Deputat na Trybunał Główny Koronny z województwa kaliskiego w 1646/1647 roku. Był elektorem Jana II Kazimierza Wazy z województwa poznańskiego. W roku 1648 został posłem na sejm. Poseł sejmiku średzkiego na sejm 1650 roku, sejm nadzwyczajny 1652 roku, sejm zwyczajny i nadzwyczajny 1654 roku. Poseł województw województwa poznańskiego i kaliskiego na pierwszy sejm 1652 roku.
W 1654 roku został marszałkiem sejmu, często uczestnicząc w pracach wielu komisji. W roku 1650 objął urząd podkomorzego kaliskiego. W czasie Potopu szwedzkiego pozostał po stronie Jana Kazimierza. W roku 1656 otrzymał kasztelanię poznańską. Gdy stracił nadzieję na dalszy awans przystąpił w 1665 do rokoszu J.S. Lubomirskiego, później sprzyjał stronnictwu profrancuskiemu, utrzymując jednocześnie bliski kontakt z elektorem brandenburskim. Po abdykacji Jana II Kazimierza w 1668 roku, popierał do polskiej korony kandydaturę francuskiego księcia Wielkiego Kondeusza.
24 lutego 1662 król polski Jan Kazimierz zezwolił Krzysztofowi Grzymułtowskiemu na lokowanie miasta na terenie wsi Rakoniewice w powiecie grodziskim. Prawa miejskie wieś uzyskała jego staraniem i do dziś jest to miasto o nazwie Rakoniewice.
Był członkiem konfederacji generalnej zawiązanej 5 listopada 1668 roku na sejmie konwokacyjnym. Był elektorem Michała Korybuta Wiśniowieckiego w 1669 roku z województwa poznańskiego. W 1672 roku był deputatem województwa poznańskiego na Trybunał Główny Koronny.
Za intrygi przeciwko Michałowi Wiśniowieckiemu, w roku 1670, został postawiony przed sądem sejmowym. W 1672 roku był wraz z hetmanem Janem Sobieskim członkiem antykrólewskiej Konfederacji szczebrzeszyńskiej. W czasie elekcji 1674 roku popierał do korony polskiej syna elektora brandenburskiego Karola Emila. W 1674 roku był elektorem Jana III Sobieskiego z województwa poznańskiego, podpisał jego pacta conventa.
Już jako stronnik Jana III Sobieskiego, w 1679 roku otrzymał godność wojewody poznańskiego. W latach 80. XVII wieku przewodził opozycji wielkopolskiej o orientacji prohabsburskiej. Uczestnik i sygnatariusz rokowań pokojowych ze Szwecją w Oliwie w roku 1660 i z Rosją w Moskwie w 1686, zakończonych traktatem jego imienia. Należał on również do tajnej kompanii w służbie króla.
Żonaty, po raz pierwszy z Barbarą Ossowską, po raz drugi (1660) z Aleksandrą Cecylią Leszczyńską. Zmarł prawdopodobnie w maju roku 1687.

## Twórczość

### Ważniejsze utwory
- Echo virtutum... Andreae Szołdrski... episcopi posnaniensis, Poznań 1636, drukarnia W. Regulus
- Disputatio tertia de ante mobili ad ubi, Poznań 1638, drukarnia W. Regulus
- Mowy sejmowe, senackie, sejmikowe, okolicznościowe z 1662-1686, wyd. A. Jabłonowski, Warszawa 1876, Źródła dziejowe t. 1
- Mowy na sejmach miane, 1685 (egz. nieznane), wiad. podał K. Niesiecki Korona polska, t. 2, Lwów 1738, s. 338
- Zdanie sprawy przed Janem III z poselstwa do Moskwy, zaczętego w roku 1685, a skończonego dnia trzeciego maja 1686, ogł. M. Malinowski i A. Przezdziecki Źrzódła do dziejów polskich, t. 2, Wilno 1844
- Mowa... przy powitaniu carów moskiewskich na stolicy r. 1686, lutego 21 dnia, ogł. M. Malinowski i A. Przezdziecki Źrzódła do dziejów polskich, t. 2, Wilno 1844

### Listy
- Listy z lat 1657–1686 (m.in. do i od: Fryderyka Wilhelma brandenburskiego, Jana III Sobieskiego, Jana Leszczyńskiego, Wacława Leszczyńskiego, Andrzeja Olszowskiego, Jana Opalińskiego), wyd. A. Jabłonowski, Warszawa 1876, Źródła dziejowe t. 1
- 9 listów z lat 1682–1684 (do: Jana Albrechta Dönhofa, Benedykta Sapiehy, Jana III Sobieskiego), wyd. M. Malinowski i A. Przezdziecki Źrzódła do dziejów polskich, t. 2, Wilno 1844
- 24 listy z lat 1683–1684 (do: Melchiora Gurowskiego, Stanisława H. Lubomirskiego, Marcjana Ogińskiego, Benedykta Sapiehy, Jana Wielopolskiego, Andrzeja Załuskiego), wyd. M. Malinowski i A. Przezdziecki Źrzódła do dziejów polskich, t. 2, Wilno 1844
- Listy z lat 1683–1684 (do: M. Gurowskiego, S.H. Lubomirskiego, J. Wielopolskiego, A. Załuskiego), wyd. A.C. Załuski Epistolarum historico-familiarum tomi primi pars secunda, Braniewo 1710, s. 822–827, 869; streszczenie polskie ogł. G.B. U. i W. Skrzydylka Listy z czasów Jana III i Augusta II, Kraków 1870
- Do B. Sapiehy z lat 1683–1684, wyd. G. B. U. i W. Skrzydylka Listy z czasów Jana III i Augusta II, Kraków 1870